# Thaíssa Carvalho
Thaíssa Carvalho (Rio de Janeiro, 4 de agosto de 1982) é uma atriz brasileira.

## Biografia
Aos 13 anos, iniciou o curso no Teatro Tablado, onde descobriu sua vocação. Além da formação artística, Thaíssa também é nutricionista formada pela Universidade do Estado do Rio de Janeiro (UERJ).

## Filmografia

### Televisão
| Ano           | Título                    | Papel                  | Nota                               |
| ------------- | ------------------------- | ---------------------- | ---------------------------------- |
| 2002–03       | Domingão do Faustão       | Bailarina              |                                    |
| 2005          | Quem vai ficar com Mário? | Natalí                 | Especial de fim de ano             |
| 2005          | Alma Gêmea                | Índia Aiiena           | Episódio: "20 de julho"            |
| 2005          | Tecendo o Saber           | Maria                  | Episódio: "Quilombo"               |
| 2005          | Sítio do Picapau Amarelo  | Dulcinéia              | Episódio: "Dom Quixote"            |
| 2006          | O Profeta                 | Neusa                  |                                    |
| 2007          | Linha Direta              | Prostituta Mimosa      | Episódio: "Caso Irmãos Amorim"     |
| 2008          | Casos e Acasos            | Ana                    | Episódio: "A Câmera Escondida"     |
| 2008          | Malhação                  | Tina                   | Episódio: "3 de fevereiro"         |
| 2009          | Viver a Vida              | Cida                   |                                    |
| 2011          | Malhação Conectados       | Cristina Lima (Timtim) |                                    |
| 2012          | Preamar                   | Mariana                |                                    |
| 2012          | As Brasileiras            | Jupiara                | Episódio: "A Selvagem de Santarém" |
| 2013          | Flor do Caribe            | Isabel                 |                                    |
| 2014          | Super Chef Celebridades   | Participante           | Temporada 3                        |
| 2014          | Pé na Cova                | Nilza (jovem)          | Episódio: "À Deriva"               |
| 2015–16       | A Regra do Jogo           | Andressa Turbinada     |                                    |
| 2017–18       | Apocalipse                | Celeste Beyoncé        |                                    |
| 2021          | Filhas de Eva             | Babi                   |                                    |
| 2022–presente | A Sogra que te Pariu      | Kelly                  |                                    |
| 2022          | Sob Pressão               | Joyce                  | Episódio: "5.1"                    |

### Cinema
| Ano  | Título                   | Papel    | Nota |
| ---- | ------------------------ | -------- | ---- |
| 2020 | Ricos de Amor            | Fernanda |      |
| 2024 | Licença para Enlouquecer | Bia      |      |

## Teatro
| 1997 | Sonho de uma Noite de Verão                             | Grão de Mostarda |  |  |  |
| 1998 | Bailei na Curva                                         | Luciana          |  |  |  |
| 2002 | Tão louco quanto ir à Marte, esta é uma escola de arte! |                  |  |  |  |
| 2005 | Cinderela da Silva                                      |                  |  |  |  |
| 2007 | Refletindo Palmares (Leitura Dramatizada)               | Amélia           |  |  |  |
| 2009 | As Guerreiras do Amor (Leitura Dramatizada)             |                  |  |  |  |
| 2016 | Neura, A Peça                                           | Comédia          |  |  |  |

### Participação em clipes
| Ano  | Título            | Artista     |
| ---- | ----------------- | ----------- |
| 2013 | "Doido pra trair" | Ugo & Bruno |
| 2006 | "Dor de Verdade"  | Marcelo D2  |
| 2001 | "Ano Novo"        | Xuxa        |